# Nastri d'argento 1946
Els Nastri d'argento 1946 foren la primera edició de l'entrega dels premis Nastro d'Argento (Cinta de plata), que es va celebrar a l'Hotel de Russie de Roma el 29 de juliol de 1946.

## Guanyadors

### Millor llargmetratge
- Roma città aperta

### Millor director
- Alessandro Blasetti - Un giorno nella vita ex aequo Vittorio De Sica - Sciuscià

### Millor argument
- Pietro Germi - Il testimone

### Millor fotografia
- Mario Craveri - Un giorno nella vita

### Millor escenografia
- Piero Filippone - Le miserie del signor Travet

### Millor banda sonora
- Enzo Masetti - Malìa

### Millor interpretació de protagonista femenina
- Clara Calamai - L'adultera

### Millor interpretació de protagonista masculí
- Andrea Checchi - Due lettere anonime

### Millor interpretació femenina de repartiment
- Anna Magnani - Roma città aperta

### Millor interpretació masculí de repartiment
- Gino Cervi - Le miserie del signor Travet

### Millor documental
- La valle di Cassino de Giovanni Paolucci